# Pierre-Louis Girard
Pierre-Louis Girard (* 1942) ist ein Schweizer Diplomat.

## Leben
Pierre-Louis Girard wurde 1942 geboren. Er gelangte in seiner Karriere in verschiedenen Positionen zu über 20 Jahren Erfahrung in der Aussenwirtschaftspolitik. Er war der Chefunterhändler der Schweiz bei der Uruguay-Runde.
Er wurde am 1. September 2000 als Nachfolger von William Rossier Ständiger Vertreter der Schweiz bei der WTO und der EFTA. Als Ständiger Vertreter der Schweiz bei der Welthandelsorganisation war er Vorsitzender der Arbeitsgruppe für die Aufnahme Chinas. Das Amt als Ständiger Vertreter führte er bis Ende März 2007. Zu diesem Zeitpunkt trat er in den Ruhestand. Sein Nachfolger wurde Luzius Wasescha.